# آنا ريشا
آنا ريشا (بالبرتغالية: Ana Richa‏) (3 ديسمبر 1986 في البرازيل - ) هي لاعب كرة طائرة شاطئية ولاعبة كرة طائرة برازيلية. شاركت في الألعاب الأولمبية الصيفية 1984 والألعاب الأولمبية الصيفية 1988.

## وصلات خارجية
- آنا ريشا على موقع قاعدة بيانات الكرة الطائرة الشاطئية (الإنجليزية)
- آنا ريشا على موقع اللجنة الأولمبية الدولية (الإنجليزية)
- آنا ريشا على موقع أوليمبيديا (الإنجليزية)